# Justice (Oklahoma)
Justice – jednostka osadnicza w Stanach Zjednoczonych, w stanie Oklahoma, w hrabstwie Rogers.